# Altilia
Altilia är en ort och kommun i provinsen Cosenza i regionen Kalabrien i Italien. Kommunen hade 698 invånare (2017).